# Alma Moodie

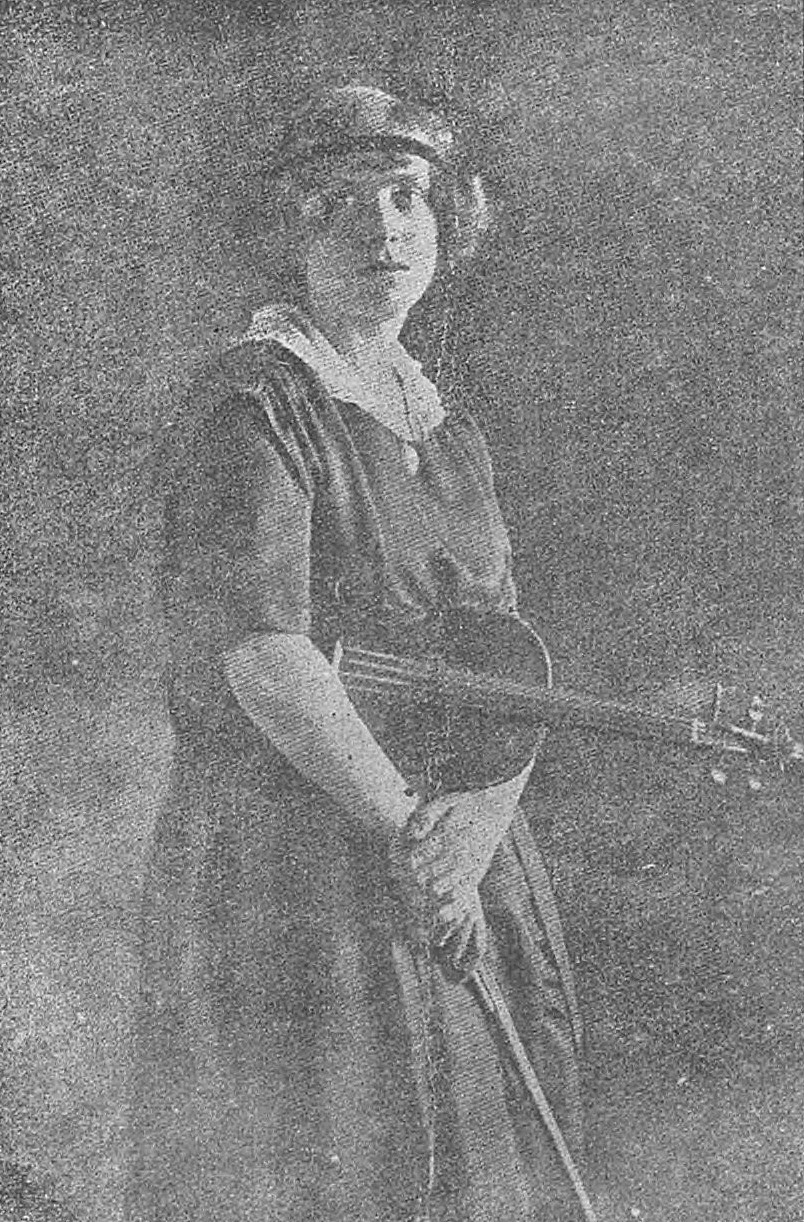
Alma Moodie (ca. 1923)

Alma Moodie (* 12. September 1898 in Rockhampton; † 7. März 1943 in Frankfurt am Main) war eine australische Violinistin und von 1937 bis 1943 Professorin für Violine am Hoch’schen Konservatorium in Frankfurt am Main.

## Leben
Alma Moodie erhielt in früher Kindheit Unterricht bei dem aus Böhmen stammenden Geiger Ludwig D’Hage (1863–1960). Sie trat bereits Ende 1904 erstmals öffentlich auf. Von 1907 bis 1910 studierte sie am Brüsseler Konservatorium bei César Thomson und Oskar Back. 1913 trat sie erstmals mit Max Reger auf, der einer ihrer Förderer wurde. Ab 1919 war sie Schülerin von Carl Flesch.
Moodie war mit Rainer Maria Rilke und Ernst Krenek befreundet, Hans Pfitzner widmete ihr sein h-moll-Violinkonzert, dessen Uraufführung sie 1924 unter der Leitung des Komponisten spielte. Zudem spielte sie 1926 die Uraufführung des Violinkonzerts Nr. 1 von Georg Göhler. 1923, 1924 und 1926 trat sie als Solistin bei den Weltmusiktagen der Internationalen Gesellschaft für Neue Musik (ISCM World Music Days) in Erscheinung. In den 1930er Jahren trat sie im Duo mit Eduard Erdmann auf, das 1939 durch den Cellisten Karl Maria Schwamberger erweitert wurde. Ab 1937 leitete sie eine Meisterklasse am Hoch’schen Konservatorium in Frankfurt.
Der Komponist Karl Höller widmete 1943 dem Gedenken Alma Moodies eine Violinsonate.